# Ole Matthiessen
Ole Matthiessen (14. juli 1946 i Gentofte, er en dansk jazzpianist, producer, komponist, orkesterleder, musikunderviser, journalist, foredragsholder, radiopræsentator, musikanmelder og forfatter.
Matthiessen har spillet med både danske og internationale musikere såsom Erling Kroner, Jens Winther, John Tchicai, Ted Curson, Charles Tolliver, Daniel Humair, Poul Ehlers, Jørn Elniff, Atilla Engin, Pierre Dørge, Carsten Meinert, Jens Søndergård, Rudy Smith, Dennis Drud, etc.
Han var producer for DR Big Bandet (1970-2007) og redaktør for DRs Jazz Live, hvor han har optaget og radiotransmitteret mange hundrede koncerter med jazzens største og dokumenteret den danske jazzscene. Han har undervist og deltaget i Brandbjerg og Vallekilde jazzstævnerne siden 1972, samt undervist i rytmisk musikhistorie på Det kgl. Danske Musikkonservatorium og Rytmisk Musikkonservatorium fra 1977 til 2007. Han har været formand for Dansk Jazzmusikerforening, medlem af Den danske Jazzkreds, boardmember i European Jazz Federation og i perioder medlem af Københavns Musikudvalg og Jazz Danmarks bestyrelse.Han har forfattet artikler og anmeldelser til tidskrifter samt bøger om rytmisk musik, feks.Trommernes Rejse (2007), som er en historisk gennemgang af den rytmiske musik fra sin start til i dag. Er desuden medforfatter på Jazz i Danmark 1950 - 2010 (2011) og We Came To Play - Historien om DR Big Band (2014). Han medvirker på omkring 20 lp´er og cd´er både i eget navn og som sideman. Har derudover produceret mere end 150 pladeindspilninger med både danske og udenlandske navne. Han er stadig aktiv som pianist i mange sammenhænge, og er stadig musikpolitisk aktiv bl.a. i Ben Webster Fonden og bestyrelsen for Radio Jazz.

## Udvalgte Indspilninger
- Portraits Poems and Places - Ole Matthiessen
- Past and Present - Ole Matthiessen
- Red Python - Ole Matthiessen
- Flashbacks and Dedications - Ole Matthiessen
- Still Around* - Rudy Smith Kvartet
- To You - Carsten Meinert Kvartet